# Берізка лінійнолиста
Берізка лінійнолиста, березка лінійнолиста (Convolvulus lineatus) — вид рослин з родини берізкових (Convolvulaceae); зростає у південній і східній Європі, Північній Африці, Азії.

## Опис
Багаторічна рослина 5–20 см. Стебло розпростерте або висхідне. Листки вузьколанцетні, на верхівці загострені, з клиноподібною основою. Квітки по 2–5 у верхівкових напівзонтиках. Чашолистки не роздуті, подовжено-ланцетні, з відігнуто загостреною верхівкою, при основі плівчасті. Віночок рожевий, рідше білий, на зовнішній стороні з притиснуто-волосистими смужками.

## Поширення
Поширений у південній і східній Європі, Північній Африці, в Азії до зх. Монголії та Пакистану.
В Україні вид зростає у вапнякових і кам'янистих місцях, на крейдяних відслоненнях, степових схилах — у Донецькому Лісостепу, Степу та Криму.